# Hermeryk (władca Swebów)
Hermeryk (nieznana data narodzin, zmarł w 441 roku) był pierwszym znanym władcą swebskiej Galicji. Z powodu różnic w źródłach historycy przyjmują, iż rządy objął najwcześniej w 406 (jak chce Izydor z Sewilli) a najpóźniej w 419 roku. W 438 roku z powodu ciężkiej choroby przekazał całą władzę w ręce Rechili, który był jego synem. Był wyznawcą pogańskich kultów i przez większość swojego życia walczył przeciwko Cesarstwu Rzymskiemu. 
Hermeryk był albo jednym z wodzów plemienia Swebów, gdy przekraczało ono Ren w 409 roku, albo wręcz ich naczelnym wodzem. Swebowie, wraz z Alanami i Wandalami przebyli Galię i przez Pireneje wkroczyli na Półwysep Iberyjski, gdzie się osiedlili. Według koncepcji części uczonych (np. Theodora Mommsena) Swebowie zostali uznani przez lokalną rzymską administrację za sprzymierzeńców i uzurpator Maksymus wydzielił im ziemie leżące w zachodniej części Iberii pod osadnictwo. W źródłach brak jednak bezpośredniego dowodu na taki stan rzeczy. Tak czy inaczej, doszło w końcu do porozumienia między Swebami a Rzymem. Część uczonych uważa, że Hermeryk zawarł układ z cesarzem Honoriuszem w 411 roku, inni sądzą, że był to 417 rok. Umowa dotyczyła rozdziału ziem, na których barbarzyńcy mogliby się osiedlać. Być może była tylko uzupełnieniem poprzednich układów. Swebom przypadła wschodnia część Galicji, tymczasem zachód tej prowincji przeznaczono dla Hasdingów. 
Między 416 a 418 rokiem doszło do najazdu Wizygotów na Półwysep Iberyjski. Król Walia był sojusznikiem Rzymu, a zagrożone Cesarstwo, które nie potrafiło sobie poradzić z bezkarnymi Swebami, Wandalami i Alanami, poprosiło go o interwencję w Hiszpanii. Walia rozbił Silingów i Alanów, ale później musiał powrócić do Galii z powodu problemów wewnętrznych, w wyniku czego Hasdingowie i Swebowie pozostali nietknięci. W 419 roku po osobistych negocjacjach między Hermerykiem a Gunderykiem, Wandalowie zaatakowali świtę władcy Swebów i uwięzili go. Odzyskał wolność dopiero po ataku rzymskiego generała Asteriusza na Wandalów. 
W 429 roku Wandalowie opuścili Hiszpanię, przeprawiając się przez Gibraltar, w związku z czym Swebowie stali się jedyną zorganizowaną barbarzyńską siłą na Półwyspie Iberyjskim. Rok później Hermeryk rozpoczął dalszy podbój Galicji i okolicznych terenów, biorąc wielu jeńców spośród miejscowych, możnych rodzin. W 431 roku reprezentant Galicyjczyków, Hydacjusz wyprawił się z poselstwem do Aecjusza, prosząc go o interwencję. Aecjusz wysłał do Hermeryka swojego legata Cenzoriusza. Na wieść o jego przybyciu wybuchł bunt galicyjskiego pospólstwa, które zadało Swebom duże straty i zostali oni zmuszeni do uwolnienia jeńców.
W 435 roku, dzięki interwencji kościelnej (prawdopodobnie znów chodziło o Hydacjusza), Hermeryk zawarł pokój z Galicjanami. W tym samym roku władca swebski, za pośrednictwem jednego z biskupów, paktował z samym cesarzem. Próby układu nie zakończyły się w pełni pomyślnie, bo już dwa lata później Cenzoriusz ponownie wyprawił się do Swebów. 
W 438 roku, po siedmiu latach ciężkiej choroby Hermeryk nie był w stanie samodzielnie rządzić zajmowanymi przez Swebów ziemiami jak i samym plemieniem. Przekazał więc władzę swojemu synowi Rechilii. Historia opowiedziana przez Izydora, który utrzymuje, że Hermeryk wysłał po swojej "abdykacji" Rechilę do Betyki, aby ten pokonał Andevotusa, rzymskiego militiae dux, jest najprawdopodobniej nieprawdziwa. Wydaje się bowiem, że Hermeryk po przekazaniu władzy synowi nie zachował żadnych uprawnień.
Hermeryk zmarł trzy lata później, a zapoczątkowana przez niego dynastia rządziła Galicją do 456 roku, doprowadzając Swebów do szczytu potęgi i rozwoju terytorialnego ich państwa. Możliwe, że Hermeryk miał współrządcę o imieniu Heremigariusz, gdyż ten swebski wódz, operujący w Luzytanii zdawał się być zadziwiająco niezależny, ale na potwierdzenie tej tezy brakuje przekonujących dowodów.